# KZ Hodonín

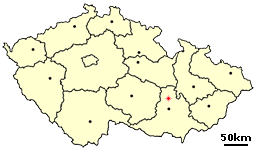
Lage des KZ Hodonín auf der Karte des heutigen Tschechien

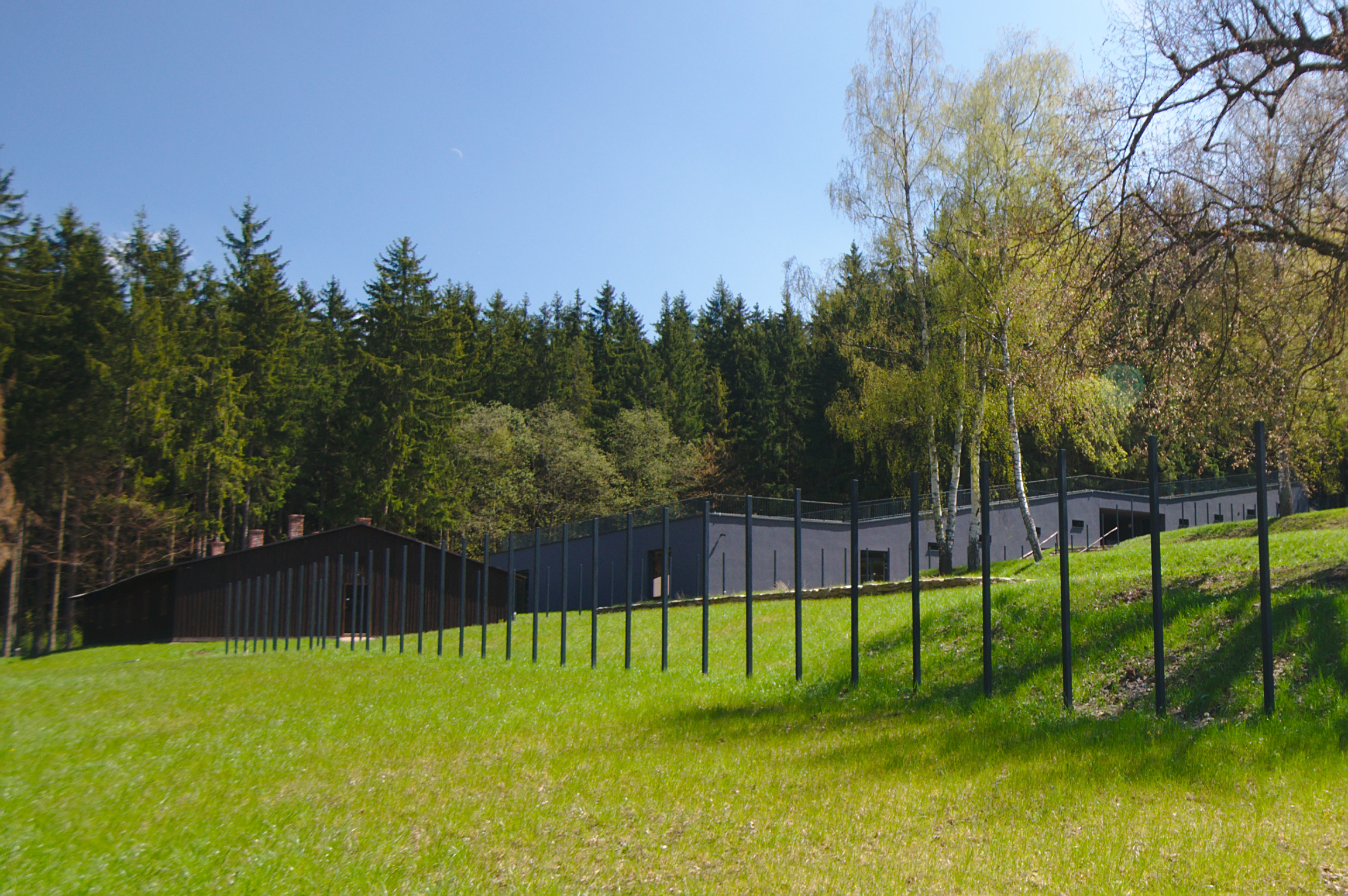
Das Areal mit Gedenkstätte heute (2017)

Das Konzentrationslager Hodonín in Hodonín u Kunštátu, damals „Zigeunerlager Hodonin“ genannt (tschechisch Cikánský tábor Hodonín u Kunštátu bzw. Hodonínek), bestand von 1942 bis 1945 bei Kunstadt im Protektorat Böhmen und Mähren. Das Lager war Bestandteil des Porajmos während der Zeit des Nationalsozialismus; es war – wie auch das KZ Lety – eines von mehreren Lagern für Roma auf dem Gebiet des Protektorats.

## Geschichte
Zwischen 1929 und 1942 wurde das Gelände als zeitweise offenes Zwangsarbeitslager genützt. Ab November 1939 war das „Herumziehen“ von Wohnsitzlosen im Protektorat Böhmen und Mähren verboten worden. Der Bau der Lager geschah nach der Anordnung des Reichsprotektors Konstantin von Neurath vom 15. Juli 1940, wodurch die Verfügung 72/1939 der  Regierung der Tschechoslowakei vom 2. März 1939 übernommen wurde.
Wer sich bis Ende Januar 1940 nicht niedergelassen hatte, wurde in Arbeitslager gesteckt, die für angeblich Arbeitsscheue eingerichtet wurden. Im Frühjahr 1940 ließen die deutschen Besatzer im Sudetenland ein genaues Verzeichnis aller im Protektorat lebender Roma mit 6500 Namen aufstellen. Ein weiterer Schritt zur Verfolgung der Roma war die Errichtung der Arbeitslager im Sommer 1940 im südböhmischen Lety und mährischen Hodonin, wo zunächst nur Männer inhaftiert wurden. Dies änderte sich jedoch im Sommer 1942. Ab dann wurden unter dem Vorwand geringfügiger Gesetzesverstöße dort ganze Familien inhaftiert.
Für die Bewachung des Lagers wurde eine 30–40 Mann starke Abteilung der Boskowitzer Gendarmerie unter dem Kommando des ehemaligen Gendarmerie-Nadporučík Štefan Blahynka abgestellt. Die von dem "widerwärtigen Dienst in dem abgelegenen Lager" frustrierten Gendarmen, insbesondere Blahynka sowie die Strážmistr Miroslav Pavlík und Josef Vitouch, behandelten die Gefangenen häufig schikanös. Im Januar 1943 wurde das Lager wegen einer Typhusepidemie unter Quarantäne gestellt. Die Seuche, an der sowohl Gefangene als Wachleute verstarben, verschärfte die Spannungen zwischen den Wachleuten und den Gefangenen weiter.
In den Jahren 1942 bis 1944 wurden insgesamt 14 Zugtransporte von Roma aus Lety und Hodonín ins Konzentrationslager Auschwitz durchgeführt. Nur knapp 10 Prozent der 1940 erfassten Roma haben den Porajmos überlebt.

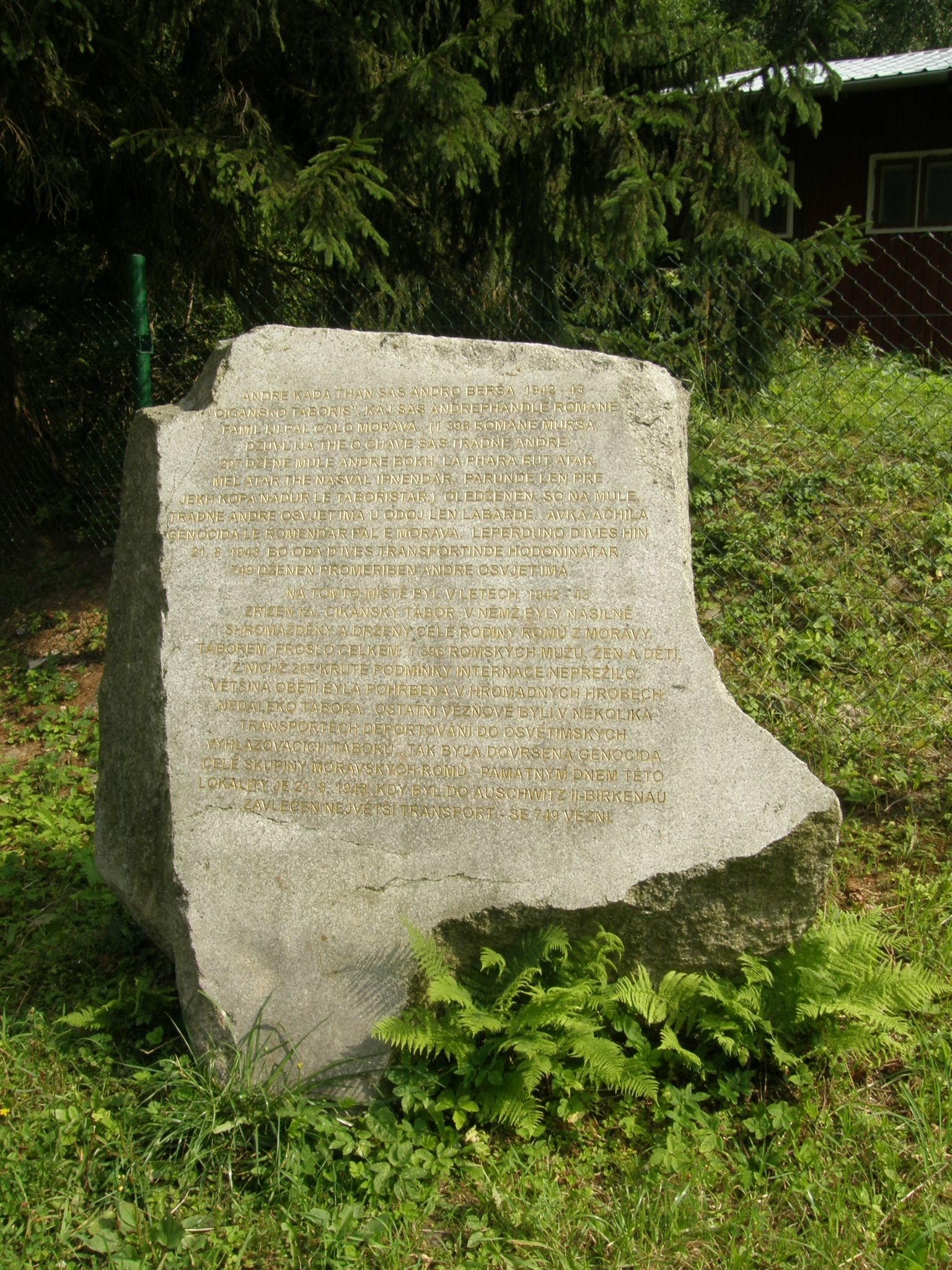
Gedenkstein

In dem Konzentrationslager wurden etwa 1300 Sinti und Roma bis zur Deportation gefangen gehalten und zur Arbeit gezwungen. Während der Haft starben viele Angehörige dieser Volksgruppe. Der Großteil der Gefangenen wurde bis 1943 in die deutschen Vernichtungslager, vor allem in das KZ Auschwitz-Birkenau, zur Ermordung abtransportiert.

## Errichtung einer Gedenkstätte
In der Nachkriegszeit war der Mord von Roma ein Tabuthema in der kommunistischen Tschechoslowakei. In Hodonín wurde an der Stelle des Lagers ein Ferien- und Freizeitcamp Žalov eingerichtet. Auch nachdem das Thema in der postkommunistischen Ära in Verbindung mit dieser Einrichtung publik wurde, änderte sich zunächst nichts daran. Das Museum der Roma-Kultur begann 1995 Gedenkveranstaltungen abzuhalten. 2009 kaufte der Staat das Grundstück, um einen würdigen Gedenkort an den Porajmos einzurichten. 2017 wurde die Gedenkstätte eröffnet.